# Adolphe Delapalme
Adolphe Delapalme (1er janvier 1796 à Paris - 30 octobre 1858 à Juziers) est un homme politique français.

## Biographie
Il se destina au notariat et acheta d'abord une étude à Versailles, dont il se défit pour en prendre une autre à Paris. 
Frère d'un avocat général et conseiller à la Cour de cassation et beau-frère du ministre Baroche, il mit à profit l'influence qu'exerçait dans le département de Seine-et-Oise l'ancien ministre, alors vice-président du Conseil d'État, pour se faire élire, comme candidat officiel, le 29 février 1852, député de la circonscription de Mantes au Corps législatif. 
Il vota avec les impérialistes, obtint sa réélection le 22 juin 1857, et mourut l'année d'après.

## Sources
- « Adolphe Delapalme », dans Adolphe Robert et Gaston Cougny, Dictionnaire des parlementaires français, Edgar Bourloton, 1889-1891 [détail de l’édition]